# Phellinaceae
Phellinaceae, biljna porodica iz reda zvjezdanolike, čiji jedini rod Phelline ima 10 priznatih vrsta drveća ili grmova, od kojih su svi endemi s Nove Kaledonije

## Vrste
1. Phelline barrierei Barriera & Schlüssel
2. Phelline billardieri Panch. ex Loes.
3. Phelline brachyphylla Baill.
4. Phelline comosa Labill.
5. Phelline dumbeensis Guillaumin
6. Phelline erubescens Baill.
7. Phelline gracilior (Loes.) Barriera
8. Phelline indivisa (Baill.) Harms & Loes.
9. Phelline lucida Vieill. ex Baill.
10. Phelline macrophylla Baill.